# Zoran Tošić
Zoran Tošić (în sârbă: Зоран Тошић, n. 28 aprilie 1987, Becicherecu Mare, RS Serbia, RSF Iugoslavia) este un fotbalist sârb care joacă la echipa națională de fotbal a Serbiei, preponderent ca mijlocaș ofensiv de stânga.

## Statistici carieră
| Club                    | Sezon        | Campionat | Campionat | Cupă    | Cupă   | Cupa Ligii | Cupa Ligii | Europa  | Europa | Altele  | Altele | Total   | Total  |
| Club                    | Sezon        | Meciuri   | Goluri    | Meciuri | Goluri | Meciuri    | Goluri     | Meciuri | Goluri | Meciuri | Goluri | Meciuri | Goluri |
| ----------------------- | ------------ | --------- | --------- | ------- | ------ | ---------- | ---------- | ------- | ------ | ------- | ------ | ------- | ------ |
| Budućnost Banatski Dvor | 2005–06      | 7         | 0         |         |        | –          | –          | 0       | 0      |         |        | 7       | 0      |
| Banat Zrenjanin         | 2006–07      | 25        | 2         |         |        | –          | –          | 0       | 0      |         |        | 25      | 2      |
| Partizan                | 2007–08      | 32        | 8         | 4       | 1      | –          | –          | 0       | 0      | 0       | 0      | 36      | 9      |
| Partizan                | 2008–09      | 17        | 6         | 1       | 1      | –          | –          | 7       | 2      | 0       | 0      | 25      | 9      |
| Partizan                | Total        | 49        | 14        | 5       | 2      | –          | –          | 7       | 2      | 0       | 0      | 61      | 18     |
| Manchester United       | 2008–09      | 2         | 0         | 1       | 0      | 0          | 0          | 0       | 0      | 0       | 0      | 3       | 0      |
| Manchester United       | 2009–10      | 0         | 0         | 0       | 0      | 2          | 0          | 0       | 0      | 0       | 0      | 2       | 0      |
| Manchester United       | Total        | 2         | 0         | 1       | 0      | 2          | 0          | 0       | 0      | 0       | 0      | 5       | 0      |
| Köln (împrumut)         | 2009–10      | 13        | 5         | 1       | 0      | 0          | 0          | 0       | 0      | 0       | 0      | 14      | 5      |
| ȚSKA Moscova            | 2010         | 15        | 3         | 3       | 0      | –          | –          | 12      | 4      | 0       | 0      | 30      | 7      |
| ȚSKA Moscova            | 2011–12      | 36        | 8         | 1       | 0      | –          | –          | 6       | 1      | 0       | 0      | 43      | 9      |
| ȚSKA Moscova            | 2012–13      | 25        | 3         | 0       | 0      | –          | –          | 2       | 0      | 0       | 0      | 27      | 3      |
| ȚSKA Moscova            | 2012–13      | 12        | 4         | 0       | 0      | –          | –          | 2       | 1      | 0       | 0      | 14      | 5      |
| Total                   | 88           | 18        | 4         | 0       | –      | –          | 20         | 5       | 0      | 0       | 114    | 24      |        |
| Career total            | Career total | 184       | 39        | 11      | 2      | 2          | 0          | 27      | 7      | 0       | 0      | 227     | 49     |

La 17 martie 2013

### Goluri internaționale
| #  | Data               | Stadion                                                     | Adversar        | Scor | Rezultat | Competiție                                             |
| -- | ------------------ | ----------------------------------------------------------- | --------------- | ---- | -------- | ------------------------------------------------------ |
| 1. | 12 august 2009     | Atteridgeville Super Stadium, Atteridgeville, Africa de Sud | Africa de Sud   | 0–1  | 1–3      | Meci amical                                            |
| 2. | 12 august 2009     | Atteridgeville Super Stadium, Atteridgeville, Africa de Sud | Africa de Sud   | 1–3  | 1–3      | Meci amical                                            |
| 3  | 14 octombrie 2009  | Stadionul Sūduva, Marijampolė, Lituania                     | Lituania        | 1–1  | 2–1      | Calificările pentru Campionatul Mondial de Fotbal 2010 |
| 4. | 3 martie 2010      | Stade 5 Juillet 1962, Alger, Algeria                        | Algeria         | 0–3  | 0–3      | Meci amical                                            |
| 5  | 9 februarie 2011   | Bloomfield Stadium, Tel Aviv, Israel                        | Israel          | 0–1  | 0–2      | Meci amical                                            |
| 6  | 25 martie 2011     | Stadion FK Crvena Zvezda, Belgrad, Serbia                   | Irlanda de Nord | 2–1  | 2–1      | Preliminariile Campionatului European de Fotbal 2012   |
| 7  | 6 septembrie 2011  | Stadion FK Partizan, Belgrad, Serbia                        | Insulele Feroe  | 2–0  | 3–1      | Preliminariile Campionatului European de Fotbal 2012   |
| 8  | 11 septembrie 2012 | Stadion Karađorđe, Novi Sad, Serbia                         | Țara Galilor    | 2–0  | 6–1      | Calificările pentru Campionatul Mondial de Fotbal 2014 |

## Palmares

### Club
Partizan
- Prima Ligă Sârbă (1): 2007–08
- Cupa Serbiei (1): 2007–08

ȚSKA Moscova
- Prima Ligă Rusă (1): 2012–13
- Cupa Rusiei (2): 2010–11, 2012–13
- Supercupa Rusiei (1): 2013